# Jože Koruza
Jože Koruza, literarni zgodovinar, slovenist, teatrolog in kritik, * 13. avgust 1935, † 8. avgust 1988, Ljubljana.

## Življenje
Študiral je slavistiko (diplomiral 1960) in primerjalno književnost (diplomiral 1961) na ljubljanski Filozofski fakulteti. Po diplomi je dobil mesto asistenta na isti fakulteti na oddelku za primerjalno književnost, od leta 1964 je na slavistiki predaval starejšo slovensko književnost. Leta 1978 je doktoriral z razpravo Značaj pesniškega zbornika »Pisanice od lepeh umetnost« in od leta 1979 predaval kot izredni, od leta 1984 pa kot redni profesor na katedri za starejšo slovensko književnost in ustno slovstvo. 1980–82 je bil predstojnik PZE (pedagoško-znanstvene enote, kot se je takrat uradno reklo Oddelku za slovanske jezike in književnosti). Bil je gostujoči predavatelj na univerzah v Celovcu, Trstu, Regensburgu, Vidmu in Tübingenu. Dobil je tudi več štipendij in jih izkoristil za zbiranje gradiva na Dunaju, v Leipzigu, Pragi in Celovcu. Bil je urednik Jezika in slovstva (1976–79) in Slavistične revije ter sodeloval na številnih domačih in tujih znanstvenih srečanjih. Sodeloval je pri radijskih in televizijskih oddajah: leta 1978 je v okviru radijske šole za višjo stopnjo pripravil ciklus oddaj o sodobni slovenski dramatiki, leta 1984 pa štiri oddaje o protestantizmu in začetkih slovenske književnosti. Vsa leta je delal v komisiji za historične slovarje slovenskega jezika pri ZRC SAZU. Bil je sourednik knjižne zbirke Hram pri Mladinski knjigi in član redakcije za književnost pri Enciklopediji Slovenije. 1982–84 je bil član programskega sveta Drame SNG v Ljubljani, od leta 1985 pa tudi predsednik programskega sveta MGL.

## Delo
Napisal je veliko razprav, študij in člankov, ki tematsko obsegajo vsa obdobja slovenske književnosti, njegovo glavno področje je bila starejša slovenska književnost. Uredil je Izbrano delo Valentina Vodnika (1970) in mu dodal obsežno monografsko študijo. Objavil je faksimile Pisanic (1977) in najpomembnejše slovenske protestantske pesmarice Ta celi catehismus, eni psalmi, inu … pejsni (1984), prav tako z obsežnimi spremnimi študijami. Njegovo drugo pomembnejše področje je bila slovenska dramatika, ki jo je zajemal kot celoto od njenih začetkov do takratne sodobnosti in pripravil antologijo odlomkov (1969), tretje področje je bila slovenska proza 20. stoletja, predvsem Prežihov Voranc in Slavko Grum. Uredil je Prežihovo Zbrano delo (skupaj z Dragom Druškovičem).  Ob novo odkritih rokopisih (zlasti ob Starogorskem rokopisu) je razpravljal o rabi slovenščine v starejših obdobjih. V letih 1968–1970 je objavil 46 gledaliških kritik v Ljubljanskem dnevniku. Pisal je tudi sestavke ob obletnicah pisateljev, znanstvenikov in ustanov, predvsem gledališč.

## Izbrana bibliografija
- Dramatika in književna esejistika in kritika. Slovenska književnost 1945–1964, 2. knjiga. Ljubljana: Slovenska matica, 1967.(COBISS)
- O zapisanih primerih uradne slovenščine iz 16., 17. in 18. stoletja, Jezik in slovstvo 18 1972/73, 193–200, 244–254. (COBISS)
- Starogorski rokopis in oživitev vprašanja pismenske tradicije v srednjem veku. Jezik in slovstvo 19 1973/74, 204–211. (COBISS)
- Slavko Grum: Proza i drame. Izbor. Novi Sad: Matica srpska, 1979. (COBISS)
- Prežihov Voranc in boji za Koroško v letih 1918–1920. Celovec: Klub Prežihov Voranc, 1981. (COBISS)
- Slovstvene študije (ur. Jože Pogačnik) Ljubljana: Filozofska fakulteta, Znanstveni inštitut, 1991. (COBISS)
- Značaj pesniškega zbornika »Pisanice od lepeh umetnost«. Maribor: Obzorja, 1993. (COBISS)
- Slovenska dramatika od začetkov do sodobnosti: literarnozgodovinske razprave (ur. Gregor Kocijan), Ljubljana: Mihelač, 1997. (COBISS)
- Koruzove objave o slovenski dramatiki